# Polyardis carpini
Polyardis carpini är en tvåvingeart som först beskrevs av Ephraim Porter Felt 1907.  Polyardis carpini ingår i släktet Polyardis och familjen gallmyggor.
Artens utbredningsområde är New York. Inga underarter finns listade i Catalogue of Life.